# 사랑해야 할 미래에
《사랑해야 할 미래에》(愛すべき未来へ 아이스베키미라이에[*])는 EXILE의 7번째 정규 음반이다.

## 개요
전작 《EXILE LOVE》로부터, 2년 만의 오리지널 앨범이다.

## 수록곡

### Disc 1
CD
1. Someday
작사: ATSUSHI / 작곡: miwa furuse / 편곡: h-wonder
  - 보컬은 ATSUSHI, TAKAHIRO
  - 30th 싱글 수록
2. SHOOTING STAR
작사: Kenn Kato / 작곡·편곡: ERIK LIDBOM
  - 보컬은 ATSUSHI, TAKAHIRO
  - 32nd 싱글 수록
3. Your Smile
작사: TAKAHIRO / 작곡·편곡: 아사다 마사아키
  - 보컬은 ATSUSHI, TAKAHIRO
4. 優しい光 / 상냥한 빛
작사: ATSUSHI / 작곡·편곡: 하루카와 히토시
  - 보컬은 ATSUSHI, TAKAHIRO
  - 31st 싱글 수록
5. If ～I know～
작사: ATSUSHI / 작곡: 나리모토 토모미 / 편곡: 나카노 유타
  - 보컬은 ATSUSHI, TAKAHIRO
  - 코러스에 같은 LDH 소속인, Love의 MISAKI가 참가하고 있다.
6. Ti Amo
작사: 마츠오 키요시 / 작곡: Jin Nakamura, 마츠오 키요시 / 편곡: Jin Nakamura
  - 보컬은 ATSUSHI, TAKAHIRO
  - 28th 싱글
  - 표기는 없지만, 앨범용으로 어레인지가 되어 있다.
7. ふたつの唇 / 두 입술
작사: 마츠오 키요시 / 작곡·편곡: Jin Nakamura
  - 보컬은 ATSUSHI, TAKAHIRO
  - 32nd 싱글
8. A leaf ～螺旋状のサヨナラ～ / A leaf ~나선상의 사요나라~
작사: 아키모토 야스시 / 작곡: 타카기 히로아키 / 편곡: h-wonder
  - 보컬은 ATSUSHI, TAKAHIRO
9. Heavenly White
작사: 오다케 마사토 / 작곡·편곡: 하루카와 히토시
  - 보컬은 ATSUSHI, TAKAHIRO
10. THE NEXT DOOR
작사·작곡: lil' showy / 편곡: 나카노 유타
  - 보컬은 ATSUSHI, TAKAHIRO
  - 30th 싱글 수록
11. FIREWORKS
작사: michico, P-CHO, GS, KUBO-C, TOMOGEN / 작곡: T. Kura, michico / 편곡: T. Kura
  - 보컬은 ATSUSHI, TAKAHIRO, NESMITH, SHOKICHI / 랩은 DOBERMAN INC
  - 31st 싱글
12. GENERATION
작사: Kenn Kato / 작곡: BACHLOGIC, ERIK LIDBOM / 편곡: BACHLOGIC
  - 보컬은 ATSUSHI, TAKAHIRO, NESMITH, SHOKICHI
  - 30th 싱글 수록
  - (2대째) J Soul Brothers의 악곡에 ATSUSHI와 TAKAHIRO를 더한 것.
13. Angel
작사: ATSUSHI / 작곡·편곡: 하라 카즈히로
  - 보컬은 ATSUSHI, TAKAHIRO, NESMITH, SHOKICHI
  - 보컬 프로덕션은 ATSUSHI.
14. forever love
작사: ATSUSHI / 작곡: Arno Lucas, Jerome Dufour / 편곡: Arno Lucas, Kenji Sano
  - 보컬은 ATSUSHI
15. 愛すべき未来へ / 사랑해야 할 미래에
작사: ATSUSHI / 작곡·편곡: 타쿠미 마사노리 / 스토리: 키시타니 고로
  - 보컬은 ATSUSHI, TAKAHIRO
  - 30th 싱글 수록

### Disc 2
【Video Clip】
1. The Beginning Of EXILE GENERATION
2. Someday
3. FIREWORKS
4. 優しい光 / 상냥한 빛
5. ふたつの唇 / 두 입술 (완전판)
6. Someday (어린이 버전)
7. 愛すべき未来へ / 사랑해야 할 미래에

【Making 영상】
1. The Beginning Of EXILE GENERATION
2. Someday
3. Someday (어린이 버전)
4. FIREWORKS
5. ふたつの唇 / 두 입술

### Disc 3
EXILE LIVE TOUR 2009 “THE MONSTER” Tour Document Movie with Tour Final Live (2009.8.16 Saitama Super Arena)
1. THE NEXT DOOR
2. Someday
3. SUPER SHINE
4. WON'T BE LONG
5. Choo Choo TRAIN
6. 真夏の果実 / 한여름의 과실
7. 銀河鉄道999 / 은하철도 999 EXILE feat. VERBAL (m-flo)
8. 24karats
9. FIREWORKS
10. 愛すべき未来へ / 사랑해야 할 미래에

### Disc 4
X'mas CD (초회 한정반만)
1. Silent Night
편곡: 나카노 유타
2. 夢見るようなクリスマス / 꿈꾸는 것 같은 크리스마스
작사: 야나카 아츠시 / 작곡: Quadraphonic / 편곡: Quadraphonic, iccha
3. Lovers Again
작사: 마츠오 키요시 / 작곡: Jin Nakamura / 편곡: 나카노 유타
  - 22nd 싱글
  - 표기는 없지만, 크리스마스를 의식한 리믹스가 되어 있다.
4. HOLY NIGHT
작사: ATSUSHI / 작곡: Daisuke “DAIS” Miyachi / 편곡: 콘 츠요시
  - 21st 싱글 커플링
  - 표기는 없지만, 크리스마스를 의식한 리믹스가 되어 있다.
5. I Believe
작사: TAKAHIRO / 작곡: 아사다 마사아키 / 편곡: 나카노 유타
  - 26th 싱글
  - 표기는 없지만, 크리스마스를 의식한 리믹스가 되어 있다.
6. LAST CHRISTMAS
작사·작곡: 조지 마이클 / 일본어 가사: 마츠오 키요시 / 편곡: 나카노 유타
  - 29th 싱글
  - 원곡과는 조금 곡조가 다르다.
7. 愛すべき未来へ（オルゴール・バージョン） / 사랑해야 할 미래에 (오르골 버전)

## 차트 순위
발매 첫날에 약 22.9만 장을 팔며 일간 음반 차트 1위를 차지했다. 주간 음반 차트에서는 약 73만 장을 팔며 2009년에 발매된 정규 음반 가운데 가장 높은 첫 주 판매량을 기록했다.
| 차트                  | 최고순위 |
| --------------------- | -------- |
| 오리콘 일간 음반 차트 | 1        |
| 오리콘 주간 음반 차트 | 1        |